# Dettingen an der Iller
Dettingen an der Iller – miejscowość i gmina w Niemczech, w kraju związkowym Badenia-Wirtembergia, w rejencji Tybinga, w regionie Donau-Iller, w powiecie Biberach, wchodzi w skład związku gmin Illertal. Leży w Górnej Szwabii, ok. 25 km na wschód od Biberach an der Riß, przy autostradzie A7 (zjazd 126 Dettingen a. d. Iller), gmina na wschodzie graniczy z Bawarią.